# Союз ТМА-21
Союз ТМА-21 «Юрий Гагарин» — российский пилотируемый космический корабль, на котором осуществлялся пилотируемый полёт к международной космической станции. Этот полёт стал двадцать шестым полётом корабля серии «Союз» к МКС. Экипаж корабля вошёл в составы 27-й и 28-й долговременных экспедиций.
Старт пилотируемого космического корабля «Союз ТМА-21» был запланирован на 30 марта 2011 года, однако из-за неполадок в работе блока связи и коммутации старт состоялся 4 апреля в 22:18 UTC (5 апреля в 2:18 по московскому времени).

## Экипаж
Экипаж старта и посадки
- (ФКА) Александр Самокутяев (1-й космический полёт) — командир экипажа.
- (ФКА) Андрей Борисенко (1) — бортинженер.
- (НАСА) Рональд Гаран (2) — бортинженер.

Дублирующий экипаж
- (ФКА) Антон Шкаплеров — командир экипажа.
- (ФКА) Анатолий Иванишин — бортинженер.
- (НАСА) Дэниел Бёрбэнк — бортинженер.

## Подготовка к полёту
При подготовке к полёту корабля «Союз ТМА-20» была повреждена капсула спускаемого аппарата (СА), старт корабля был перенесен, в связи с заменой капсулы СА на капсулу корабля «Союз ТМА-21».
5 апреля 2011 в 2:18 мск корабль успешно стартовал с космодрома «Байконур».

## Посадка
16 сентября 2011 года в 07:59:39 МСК в расчетном районе в 149 км от города Жезказган (Республика Казахстан) совершил мягкую посадку спускаемый аппарат космического корабля «Союз ТМА-21».

## Интересные факты
- «Союз ТМА-21» стал первым российским кораблём этой серии, получившим собственное имя. Запуск «Союза» приурочен к 50-летию первого полёта человека в космос. В связи с этим, кораблю присвоено персональное имя — «Юрий Гагарин», а на обтекатель ракеты-носителя нанесли портрет первого космонавта и надпись «50 лет со дня полёта в космос первого космонавта Земли Юрия Гагарина»[5].
- Стыковка c МКС происходила в автоматическом режиме на высоте 354 километра над горами Анды в Чили, и состоялась раньше назначенного срока на 10 минут, что позволило сэкономить 5 килограмм топлива[6].